# Nickender Zweizahn
Der Nickende Zweizahn (Bidens cernua) ist eine Pflanzenart in der Familie der Korbblütler (Asteraceae).

## Beschreibung

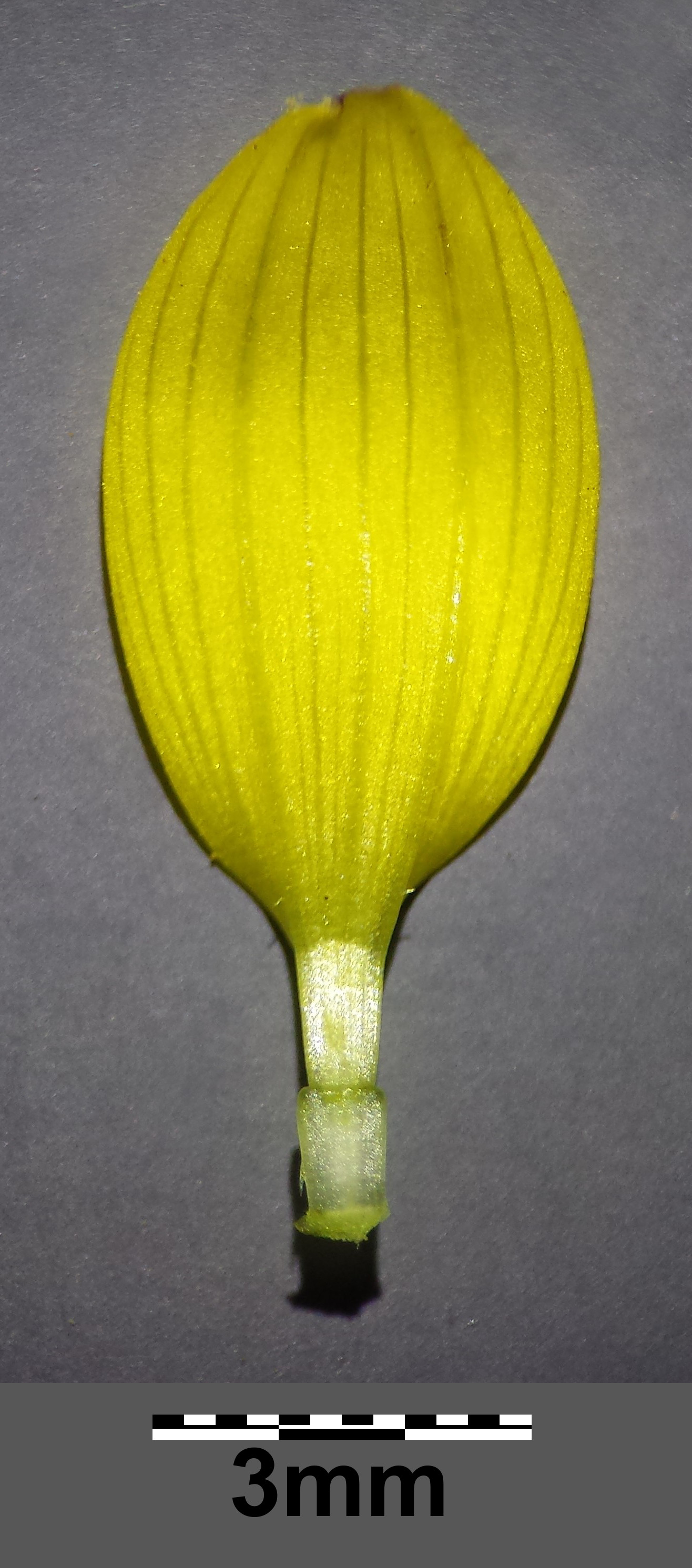
Zungenblüte

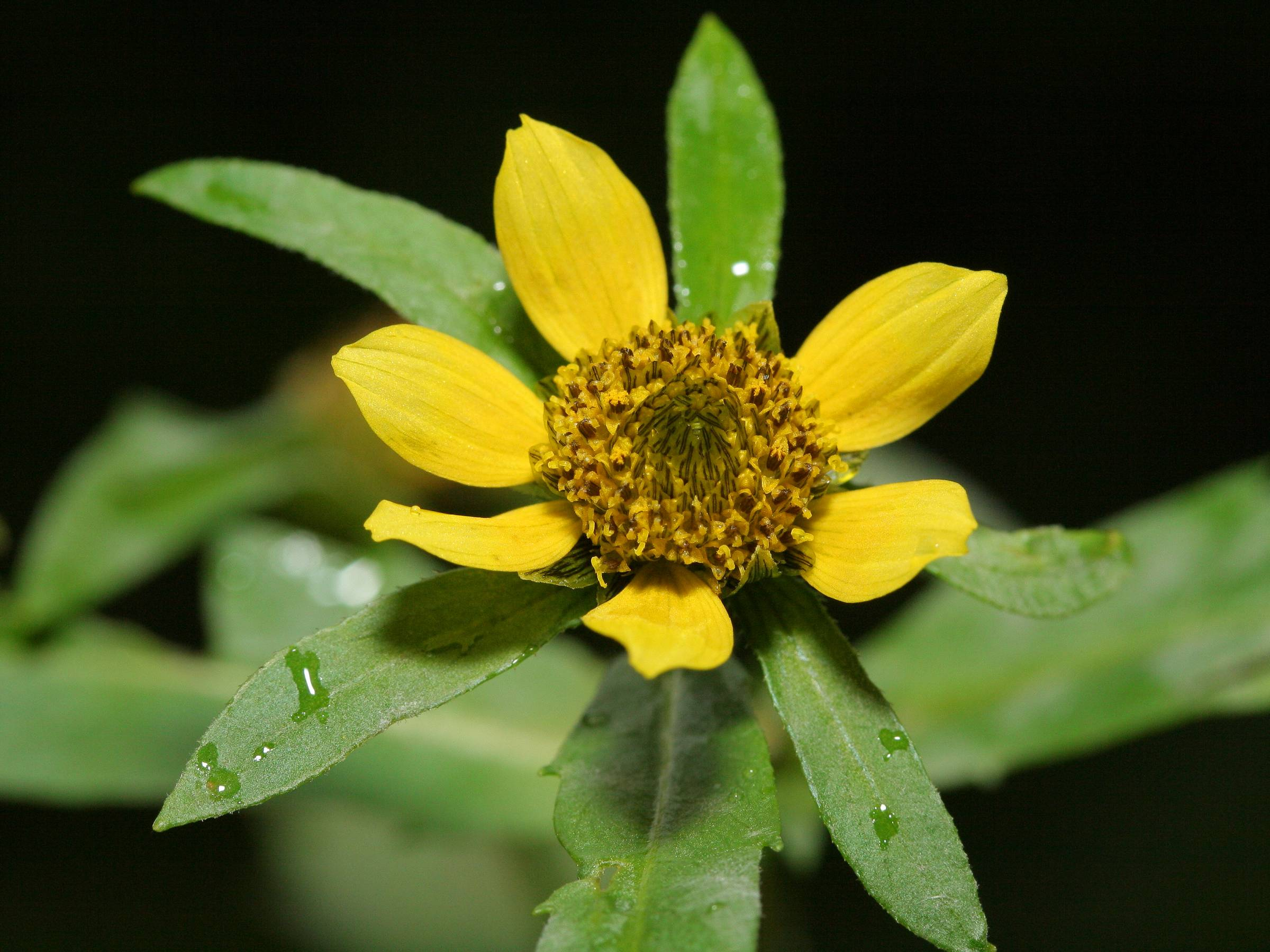
Blütenkopf mit Zungenblüten

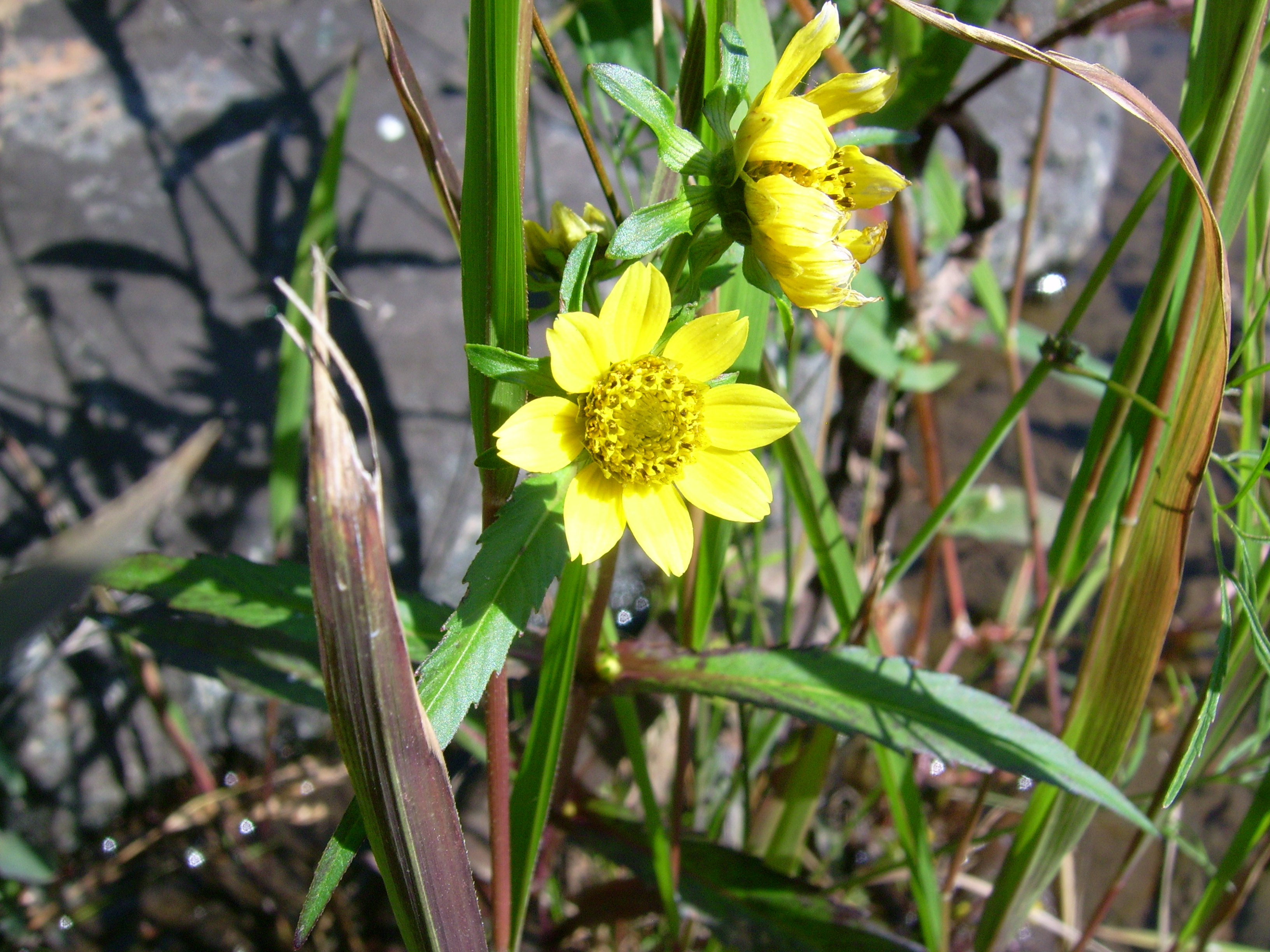
Nickender Zweizahn (Bidens cernua)

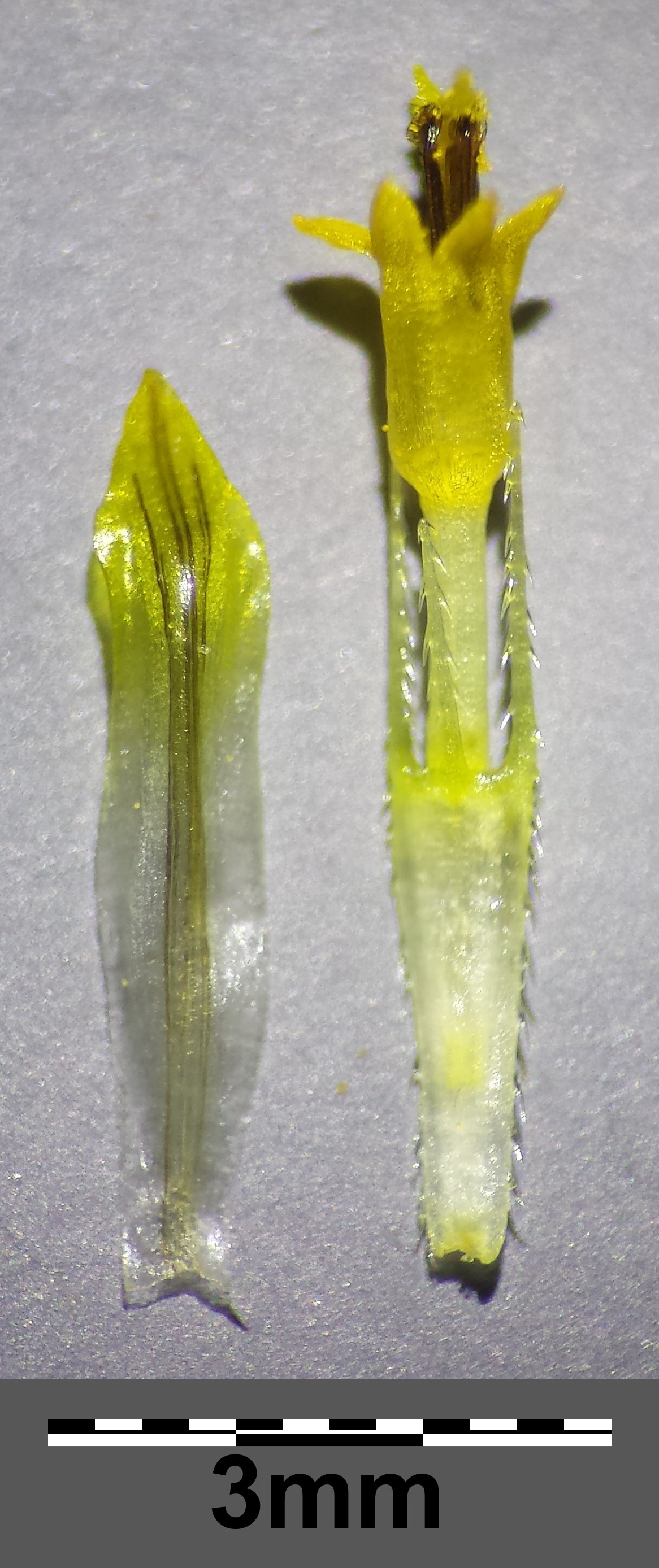
Deckblatt und Röhrenblüte

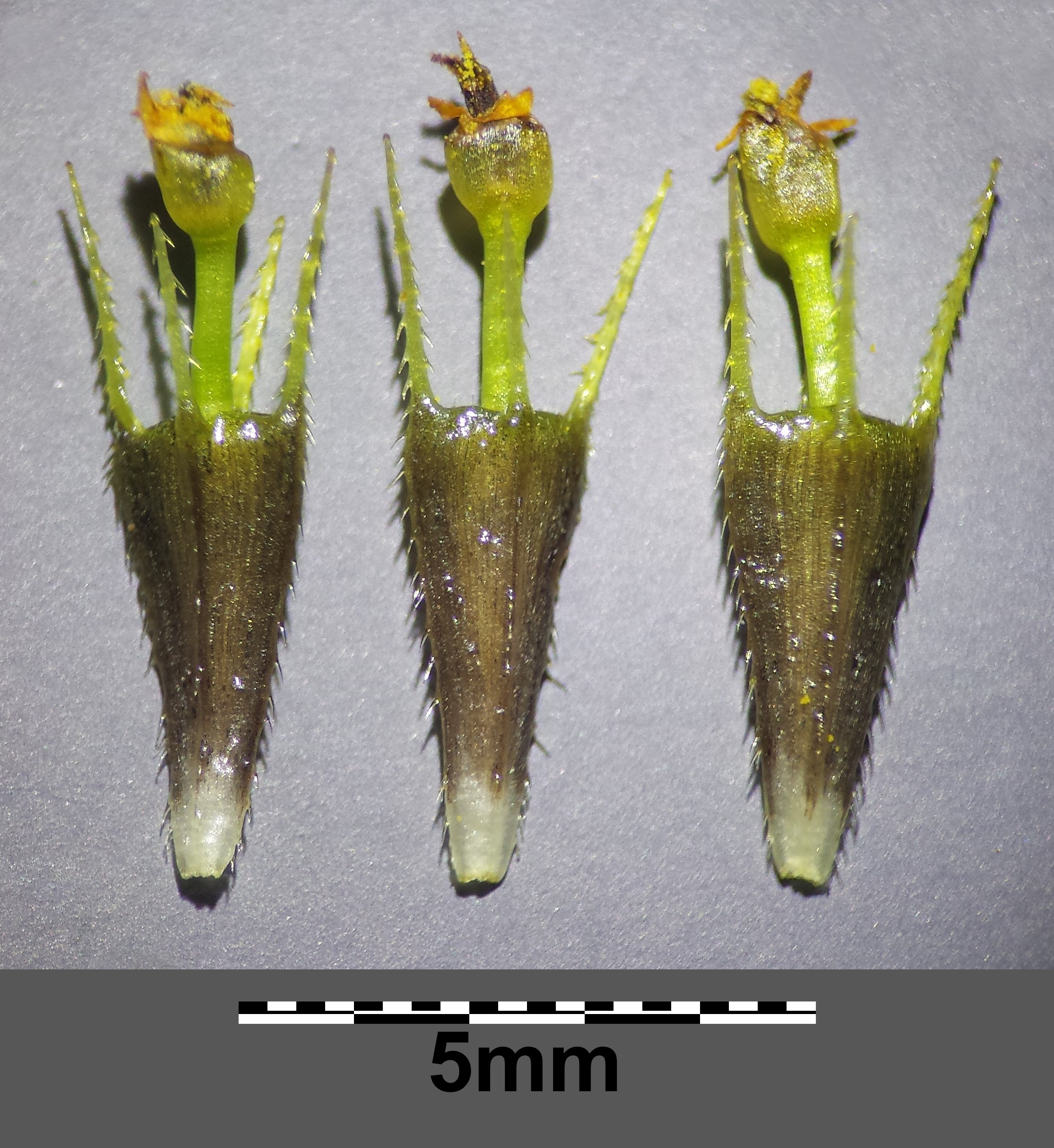
Achänen mit Pappus, bestehend aus grannenförmigen und mit Widerhaken versehenen Borsten

Der Nickende Zweizahn wächst als einjährige krautige Pflanze und erreicht eine Wuchshöhe von 10 bis 90 cm. Der Stängel ist aufrecht und häufig von gelbgrüner Färbung. Die Laubblätter sind verlängert-lanzettlich geformt, ungeteilt und am Grund paarweise miteinander verwachsen. Sie sind scharf gesägt, hellgrün, kahl, oder an der Oberseite manchmal etwas behaart.
Die einzeln stehenden Blütenkörbe weisen einen Durchmesser von etwa 30 mm auf. Besonders beim Verblühen beginnen sie zu „nicken“. Die Hüllblätter sind zweireihig angeordnet, die äußeren sind laubblattartig ausgebildet und viel länger als die inneren. Diese sind breit eiförmig und von braungrüner Färbung. Die Spreublätter sind so lang wie die Frucht und die Grannen. Zungenblüten sind, sofern vorhanden, gelb gefärbt, können aber oft fehlen. Die Röhrenblüten sind mehr goldgelb gefärbt.
Die Achäne ist im Querschnitt drei- bis vierkantig und besitzt vier Grannen.
Die Blütezeit reicht von Juli bis September. Die Chromosomenzahl beträgt 2n = 24.

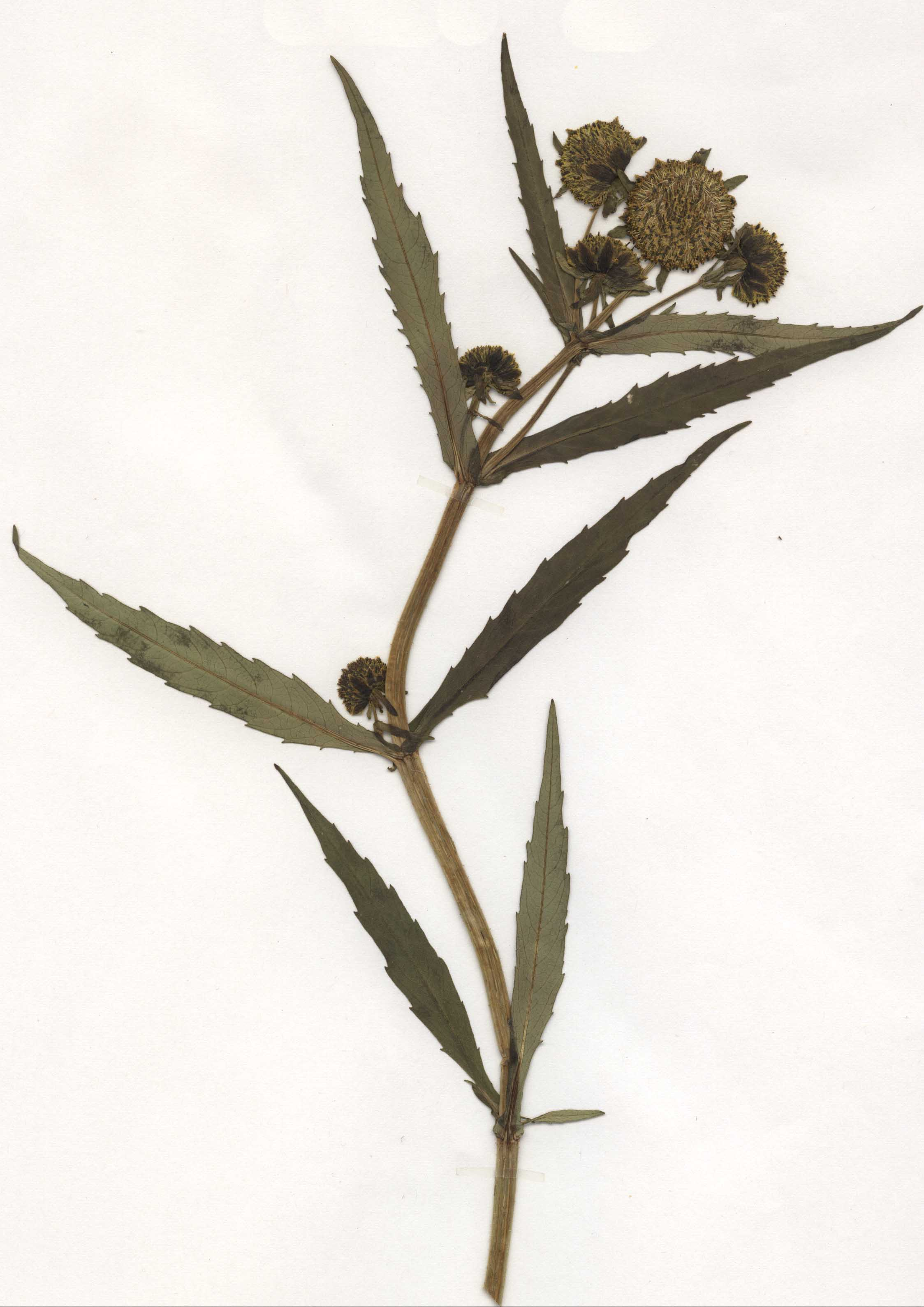
Nickender Zweizahn (Herbarbeleg)

## Vorkommen
Bidens cernua kommt in Europa, über den Balkan bis nach Nord- und Ostasien  und in Nordamerika vor. Er ist ein eurasisch-kontinentales Florenelement. 
Er kommt in ganz Deutschland zerstreut bis verbreitet vor. In den Alpen steigt er bis in Höhenlagen von 800 Meter. In Österreich und der Schweiz tritt die Art zerstreut auf.
Der Nickende Zweizahn wächst in Ufersaumgesellschaften, an Gräben, Teichen, in Sümpfen, Flachmooren und auf feuchten Äckern. Er bevorzugt nasse, nährstoff- und stickstoffreiche Schlamm- und Tonböden. Er ist in Mitteleuropa eine Charakterart des Verbands Bidention tripartitae und kommt oft in der Gesellschaft des Ranunculetum scelerati vor.

## Trivialnamen
Für den Nickenden Zweizahn bestehen bzw. bestanden, zum Teil auch nur regional, auch die weiteren deutschsprachigen Trivialnamen: Busemannsförke (Unterweser, Ostfriesland), Kunigendkraut, Wiesen-Stup (Pommern) und Zeguneleis (Siebenbürgen).